# Acrasiomycota
Division
Les Acrasiomycota sont une division de champignons[réf. nécessaire] du règne des Protozoa. 